# うしかい座イプシロン星
うしかい座ε星は、うしかい座の恒星で2等星。うしかい座では1等星のアークトゥルスに次いで明るい恒星。

## 概要
美しい二重星として知られる。離角がわずか2.8秒しかないため、主星と伴星が密着しているように見える。シーイングの良い日に天体望遠鏡で高倍率で観望すると、そのコントラストを確認することができる。

## 名称
固有名イザル（Izar）とはアラビア語で「腰紐（腰布）」を意味する مئزر mīzar に由来する。2016年8月21日に国際天文学連合の恒星の命名に関するワーキンググループ (Working Group on Star Names, WGSN) によってIzarがうしかい座ε星Aの固有名として承認された。
かつてはミラクという、アラビア語で「腰」を意味する المراق al-maraqq に由来する別名で呼ばれたこともあった。
別名のプルケリマ (Pulcherrima) はラテン語で『最も美しいもの』という意味であり、19世紀のロシアで二重星を研究していた天文学者、フリードリッヒ・フォン・シュトルーベが主星のオレンジと伴星の青のコントラストの美しさを讃えて名付けたものである。